# Poulter-Gletscher
Der Poulter-Gletscher ist ein Gletscher im westantarktischen Marie-Byrd-Land. Im Königin-Maud-Gebirge fließt er in östlicher Richtung entlang der Südflanke der Rawson Mountains zum Scott-Gletscher.
Die Mannschaft um den Geologen Quin Blackburn (1900–1981) entdeckten ihn im Dezember 1934 bei der zweiten Antarktisexpedition (1933–1935) des US-amerikanischen Polarforschers Richard Evelyn Byrd. Byrd benannte ihn nach dem Physiker Thomas Poulter (1897–1978), stellvertretender Leiter der Forschungsreise.